# انگور

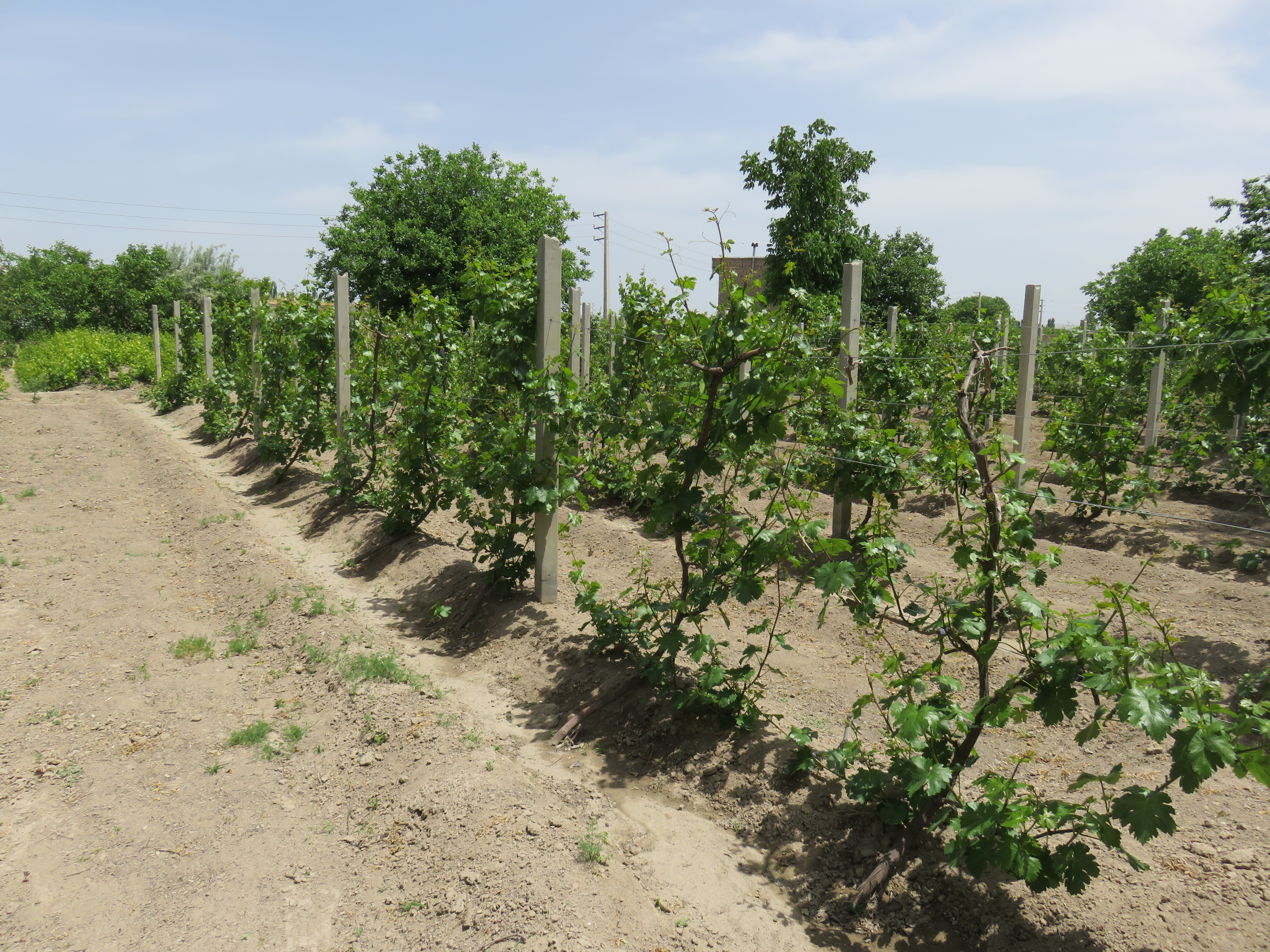
درخت انگور (تاک) ایستاده در ملکان

اَنگور (به انگلیسی: Grape) از سردۀ (نام علمی: Vitis)، سرده‌ای از درختان خانوادهٔ انگورسانان است. در این خانواده حدود ۱۱ جنس و بیش از ۶۰۰ گونه وجود دارد. مهم‌ترین جنس این خانواده جنس انگور است. این گیاه حالت بوته‌ای و رونده دارد و دارای پیچک در مقابل بعضی از برگ‌ها است.

میوهٔ انگور به دو دسته دانه‌دار و بی‌دانه تقسیم می‌شود. هر یک از این دو جور در رنگهای مختلف سرخ و سیاه و زرد و تقریباً سبز دیده می‌شوند. این میوه در مناطقی که حداکثر دمای آن بیش از ۴۰ درجه سانتی‌گراد و حداقل آن کمتر از ۱۵ درجه زیر صفر نباشد بهتر رشد می‌کند.
انگور، میوهٔ نرم‌پوست و شیره‌داری است که از درخت انگور به عمل می‌آید. درخت انگور، مو (تلفظ:Mow) نامیده می‌شود. مو یکی از قدیمی‌ترین گیاهانی است که انسان کاشتن آن را آموخت. در کتاب‌های دینی کهن و در بسیاری از اسطوره‌ها و سروده‌های ملل نام انگور و موستان بسیار آمده است. انگور در تمام مناطق معتدل جهان می‌روید. بیش از ۲۰ هزار نوع انگور در سراسر جهان می‌روید اما همه آن‌ها از انگور وحشی خاور نزدیک و انگور وحشی آمریکای شمالی نتیجه شده‌اند. گاهی انگور را کشمش می‌کنند. انگور خشک‌کرده را کشمش می‌نامند. از انگور، مویز، کشمش، ژله، مربا، آب انگور، شراب و سرکه می‌سازند. از پوست و دانه آن هم محصولات مختلف تهیه می‌شود. باغی که درخت انگور (با نام‌هایِ دیگرِ: مُو، تاک یا رَز) در آن کاشته شود، مُوِستان، تاکِستان یا رَزستان نامیده می‌شود. مو را باید هر ساله هرس کرد زیرا این کار سبب می‌شود که میوه بیشتری به بار آورد. در بیشتر موستان‌ها داربست‌هایی می‌سازند تا مو بتواند از آن‌ها بالا رود. بزرگ‌ترین دشمن مو بیماری مخصوص ریشه آن است.
مهم‌ترین کشورهای تولیدکننده انگور در اروپا فرانسه، ایتالیا و آلمان هستند. این کشورها مو را بیشتر برای تهیه شراب پرورش می‌دهند. بیشتر کشمش و شراب قاره آمریکا از تاکستان‌های ایالت کالیفرنیا در ایالات متحده آمریکا فراهم می‌آید.
کشور ایران نهمین تولیدکننده انگور دنیاست که بیش از ۲٫۵ درصد از کل تولید انگور دنیا را به خود اختصاص داده است. ملایر شهر جهانی انگور است. مشگین‌شهر نیز از شهرهای مهم تولید انگور در جهان است.
انگور ملایر به عنوان پنجاه و سومین میراث مهم جهانی کشاورزی، در سازمان فائو به ثبت رسیده است. ایران در سال ۲۰۲۰ پس از کشورهایی مانند چین، ایالات متحده، ایتالیا، فرانسه، اسپانیا، ترکیه، شیلی، آرژانتین، با سطح زیر کشت بیش از ۲۸۰۰ کیلومتر مربع و دارای تولید سالانه بیش از ۲۰۰۰۰۰۰ تن انگور است. 

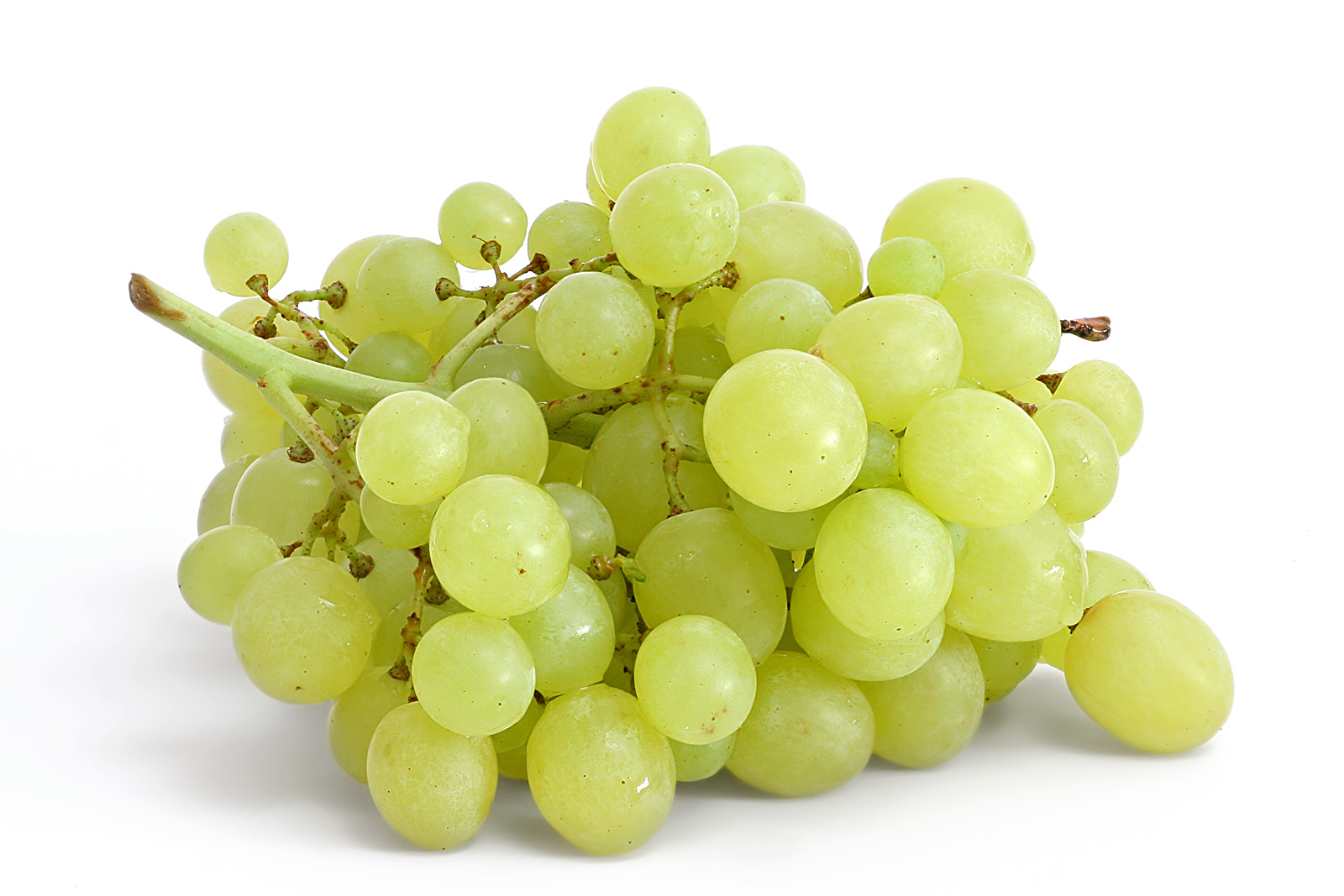
انگور شهرستان ملایر به عنوان پنجاه و سومین میراث مهم کشاورزی جهان

## روش کاشت و برداشت انگور
برای کاشت بوته مو ابتدا قلمه‌هایی از آن را در فصل بهار، قبل از جوانه زدن در جایی به‌عنوان مخزن می‌کارند و در بهار آینده که دارای ریشه شد از مخزن با احتیاط درمی‌آورند و آن را در گودال‌های آماده شده به ردیف می‌کارند. پس از کاشت آن را آب می‌دهند. بوته جدید با گرم شدن هوا باید هر ۵ روز یا هر هفته آب داده شود. این بوته بعد از چهار سال بار می‌آورد و در ده سالگی بار آن کامل خواهد شد. یک بوته کامل می‌تواند بیش از دویست کیلو انگور بدهد. بوته مو را بعد از چهار ساله شدن هرس می‌کنند، یعنی شاخه‌های فرعی و دراز یا شاخه‌های ضعیف آن را می‌برند تا هم فرصت رشد به شاخه‌های قوی‌تر داده باشند و هم مقدار بار آن را تحت کنترل درآورند و کیفیت بار آن را بالا ببرند. بوته مو را می‌توان روی زمین یا در حال تکیه بر چیزی بالاتر از خاک و زمین قرار داد. محل کشت موهایی که روی زمین قرار گرفته است را با بیل شخم می‌زنند تا علف‌های موجود که در فصل بهار می‌روید از بین برده شود؛ زیرا این علف‌ها می‌توانند به بوته مو و بار آن آسیب وارد کنند. به‌علاوه با شخم کردن زیر مو نفوذ آب برای رسیدن به ریشه راحت‌تر انجام می‌پذیرد نوع بی‌دانه و کشمشی انگور از نظر شیرینی بهترین نوع است. البته انواع دانه‌دار بخاطر درشتی آن‌ها از شکل بسیار زیبایی برخوردار هستند.

### کاشت درخت مو به دو روش صورت می‌گیرد
1. روش اول که در ابتدی این موضوع نیز به آن اشاره شده است از طریق قلمه‌ای که به خزانه رفته و به مدت یک یا دو سال در خزانه نگهداری شده و پس از ریشه‌دار شدن قلمه در چاله‌های زمین اصلی که از قبل تهیه شده‌اند کاشت می‌شود.
2. روش دوم کاشت قلمه بدون بردن به خزانه و ریشه دار شدن است. این روش در منطقه سردشت در غرب ایران کاملاً رایج و معمول است و بدین صورت است که در فصل پاییز یا فصل بهار (باید بارندگی در بهار وجود داشته باشد) قلمه‌ها را تهیه نموده و سپس در همان فصل و همان لحظه در چاله‌های که برای کاشت تهیه شده می‌کارند. قلمه مورد نظر دارای دوقسمت است: الف-ابتدای قلم باید قدیمی باشد که ممکن است به حدود پنج سانتی‌متر برسد، ب-بقیه قلمه باید مربوط به رشد درخت در سال جاری باشد و اندازه آن از نیم متر تا یک متر متغیر است.

## انواع انگور
برخی از انواع انگور که در ایران کشت می‌شوند عبارتند از: رشه سردشت، انگور کونکورد، تامکورد، کندری کرمانشاهی، حلقو، ویس قلی، شاهرودی (قرمز یا زمستانی)، یاقوتی قرمز، یاقوتی سفید، فخری، عسگری سفید/قرمز/سیاه، مهدی خانی، بی دانه، بی دانه قرمز، مهره، شانی، ریش بابا، کشمشی یا سلطانی، روچه قرمز، روچه سفید، سنگک، امیری، لعل، حاجی عباسی، چشم گاوی، قندهاری، غضنفری، مایه میش، غلامی، شست عروس، چیرکینک بستک، صاحبی، نباتی، شاهانی، یزدانی، مراغه‌ای، خلیلی، گوهر، لعل حسینی، دم خروسی، رازقی شیرازی، الوان، شصت عروسان، خیراندیش، نارا، مادر و بچه، مسکه، گزنه‌ای، ملائی، مثقالی، ورچه‌ای، الفی سیاه، لوغن، شاماما، سنگونک، علنی، رویال سبز، والنسیا، دیشویی، سرخ خلیلی.
بنابر کتاب رستم‌التواریخ، نام انواع انگور در ایران در زمان کریم‌خان زند عبارت‌اند از:
شاهانی، یاقوتی (این نمونه بومی منطقه سیستان و شهر زابل است که زمان برداشت آن در منطقه سیستان به اوایل خرداد ماه می‌رسد و در نوع خود در کل ایران منحصر به فرد است به صورتی که اولین انگوری است که به بازار عرضه می‌شود هر ساله)، خلیلی، عسکری، انگور کشمش، فخری، انگور شصت عروسان سیاه، الغی سیاه، مثقالی، رازقی، شیرازی، نباتی، مادربچه. از مراکز انگور عسکری زرقان و شهرستان ممسنی بخش دشمن زیاری در فارس است. غوره دشمن زیاری نیز بسیار معروف است. Ampelopsis vitifolia درختچه‌ای شبیه Vitis است که در استان‌های فارس و چهارمحال و بختیاری به‌صورت پراکنده دیده می‌شود. در ضمن Parthenocissus quinquaefolia به نام موچسب در اغلب مناطق به صورت زینتی کشت می‌شود.

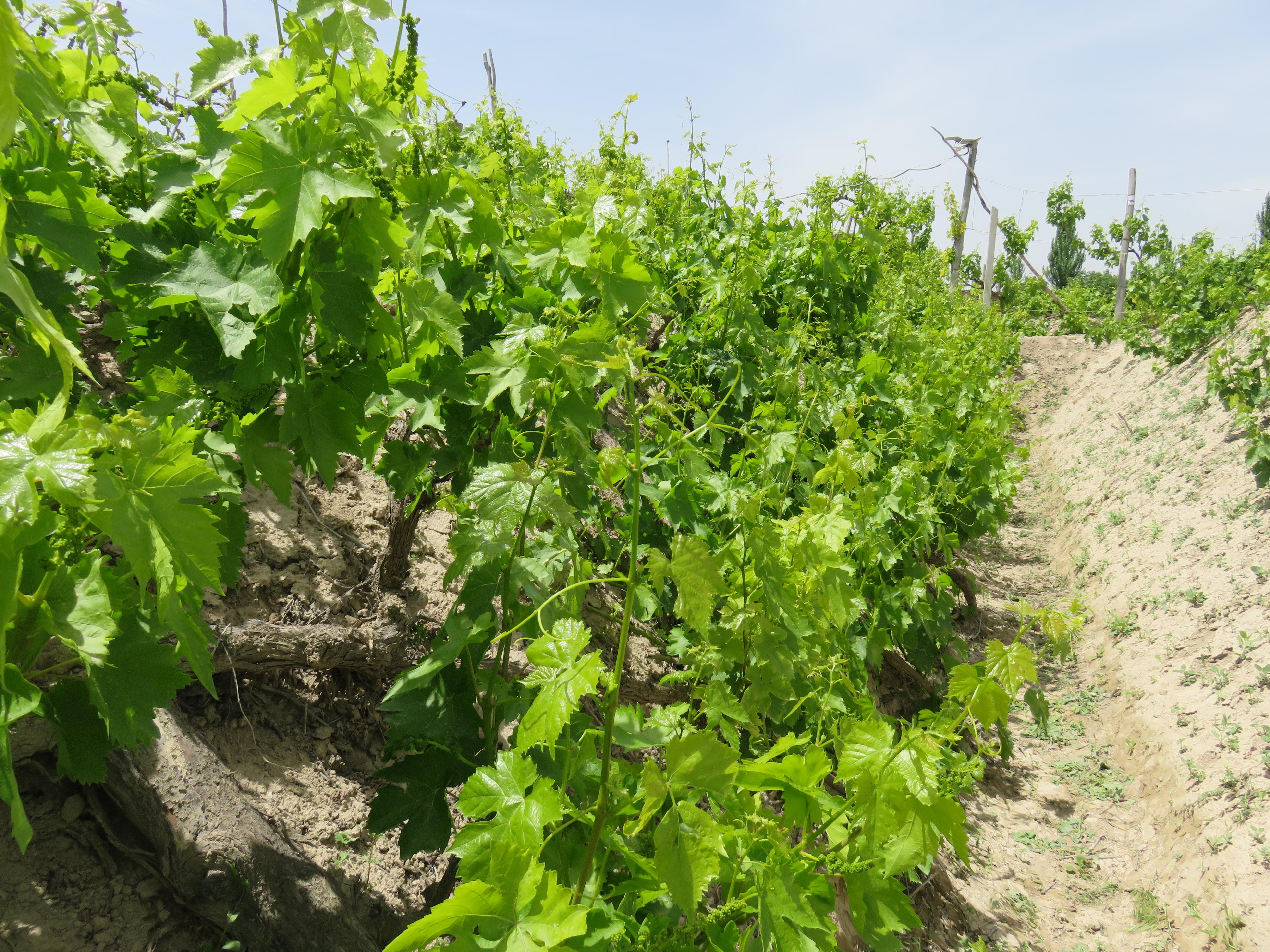
درخت انگور (تاک)

| نام                  | خصوصیات |
| -------------------- | --- |
| انگور رویال پاییزی   | این انگور بدون دانه بوده و در طول فصل پاییز تولید می‌شود. |
| انگور قرمز تیره      | این نوع انگور برای تهیه شامپاین مورد استفاده قرار نمی‌گیرد، اما از اندازه‌های کوچک که دارای طعم شیرین است به عنوان میوه استفاده می‌شود.                                                  |
| انگور سیاه مونوکا    | انگور سیاه مونوکا برای تهیه کشمش استفاده شده و نوعی انگور قرمز است. پوسته آن نازک است، اما به این معنی نیست که برای حمل و نقل مناسب نیست.                                             |
| انگور برونکس         | انگور برونکس ترکیبی از بافتها و طعمهای مناسب از گونه‌های مختلف انگور است که دارای رنگ ترکیبی سبز، قرمز است.                                                                            |
| انگور کاردینال       | انگورهای کاردینال بسیار «قرمز» و شیرین هستند. این انگورها از تلاقی بین فلیم قرمز و انگور ریبیر حاصل شده است                                                                           |
| انگور کونکورد        | انگور کونکورد اغلب در آبمیوه و ژله استفاده می‌شود. به رنگ بنفش تیره و تقریباً سیاه بوده و لکه‌های رنگی روی آنها وجود دارد. انگور کونکورد به رنگ آبی تیره – سیاه، بزرگ و بسیار شیرین است. |
| انگور موسکات         | انگور موسکات از رنگ سبز تا رنگ بنفش تیره است. این انگور اغلب به عنوان انگور شراب مورد توجه قرار می‌گیرد و طعم آن بسیار خوشمزه است.                                                     |
| انگور شعله سرخ       | انگور شعله سرخ فاقد دانه بوده و در شیرینی آن تعادل خاصی وجود دارد. |
| انگور ریبیر          | انگور ریبیر بزرگ بوده و به رنگ آبی، سیاه با پوست تلخ است. این انگور شیرین بوده و بسیار وسوسه انگیز است.                                                                               |
| انگور ریسلینگ        | این انگور براق بوده و برای تهیه شراب روشن یا درخشان استفاده می‌شود. |
| انگور بیدانه تامپسون | انگور بیدانه تامپسون حدود نصف سطح زیر کشت انگور ایالات متحده را تشکیل می‌دهد و به عنوان «انگور سبز» شناخته می‌شود. آنها شکننده و شیرین هستند.                                           |

## روش نگهداری در منزل
بهتر است انگور را دقیقاً پیش از مصرف بشوییم و آبکشی کنیم (زیرا اگر آن را بشوییم و داخل یخچال یا و… نگهداریم زودتر خراب می‌شود، دلیل آن پاک شدن گرد و غبار اصلی روی این محصول است). این کار باعث نگهداری طولانی‌تر این میوه می‌گردد.

## تولید انگور در ایران
از مهم‌ترین شهرهایی که دارای بهترین و با کیفیت‌ترین باغات انگور در ایران هستند می‌توان به شهرهای قزوین، تاکستان و اسفرورین در استان قزوین، گهرو در استان چهارمحال و بختیاری، مشکین‌شهر در استان اردبیل، ملایر در استان همدان، بروجرد در استان لرستان ارومیه در استان آذربایجان غربی، قوچان و کاشمر در استان خراسان رضوی، زهک و زابل در سیستان، شاهرود در استان سمنان، اراک و خشکرود در استان مرکزی، مراغه و ملکان در استان آذربایجان شرقی، ابهر و خرمدره در استان زنجان و همچنین یاسوکند در استان کردستان، کندوله در استان کرمانشاه و میمه در استان اصفهان و مروست در استان یزد اشاره کرد.

## تولید انگور در جهان

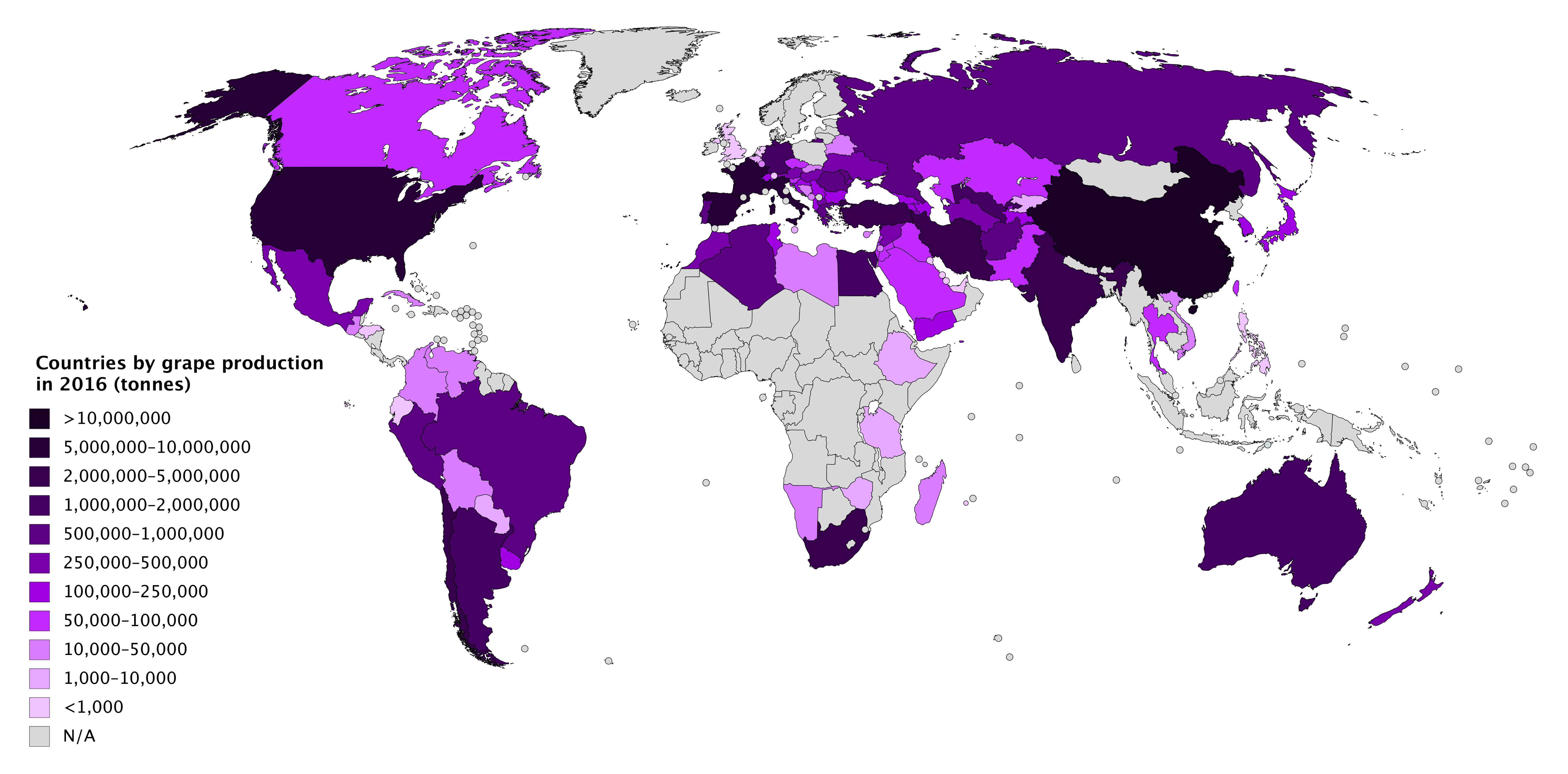
میزان تولید انگور در کشورهای مختلف

| چین | ۱۴٬۷۶۹٬۰۸۸ |
| ایالات متحده آمریکا | ۸٬۲۲۲٬۳۶۰  |
| ایتالیا | ۶٬۸۱۷٬۷۷۰  |
| فرانسه | ۵٬۸۸۴٬۲۳۰  |
| اسپانیا | ۵٬۳۸۸٬۶۷۹  |
| ترکیه | ۴٬۲۰۸٬۹۰۸  |
| شیلی | ۳٬۱۲۵٬۰۰۰  |
| آرژانتین | ۲٬۷۷۲٬۵۶۱  |
| ایران | ۲٬۰۵۵٬۷۴۶  |
| آفریقای جنوبی | ۲٬۰۲۸٬۱۸۵  |
| در کل دنیا | ۷۸٬۰۳۴٬۳۳۲ |
| No symbol = official figure, P = official figure, F = FAOSTAT ۲۰۰۷، * = Unofficial/Semi-official/mirror data, C = Calculated figure A = Aggregate (may include official, semi-official or estimates); Source: Food And Agricultural Organization of United Nations: Economic And Social Department: The Statistical Division |            |

## نگارخانه

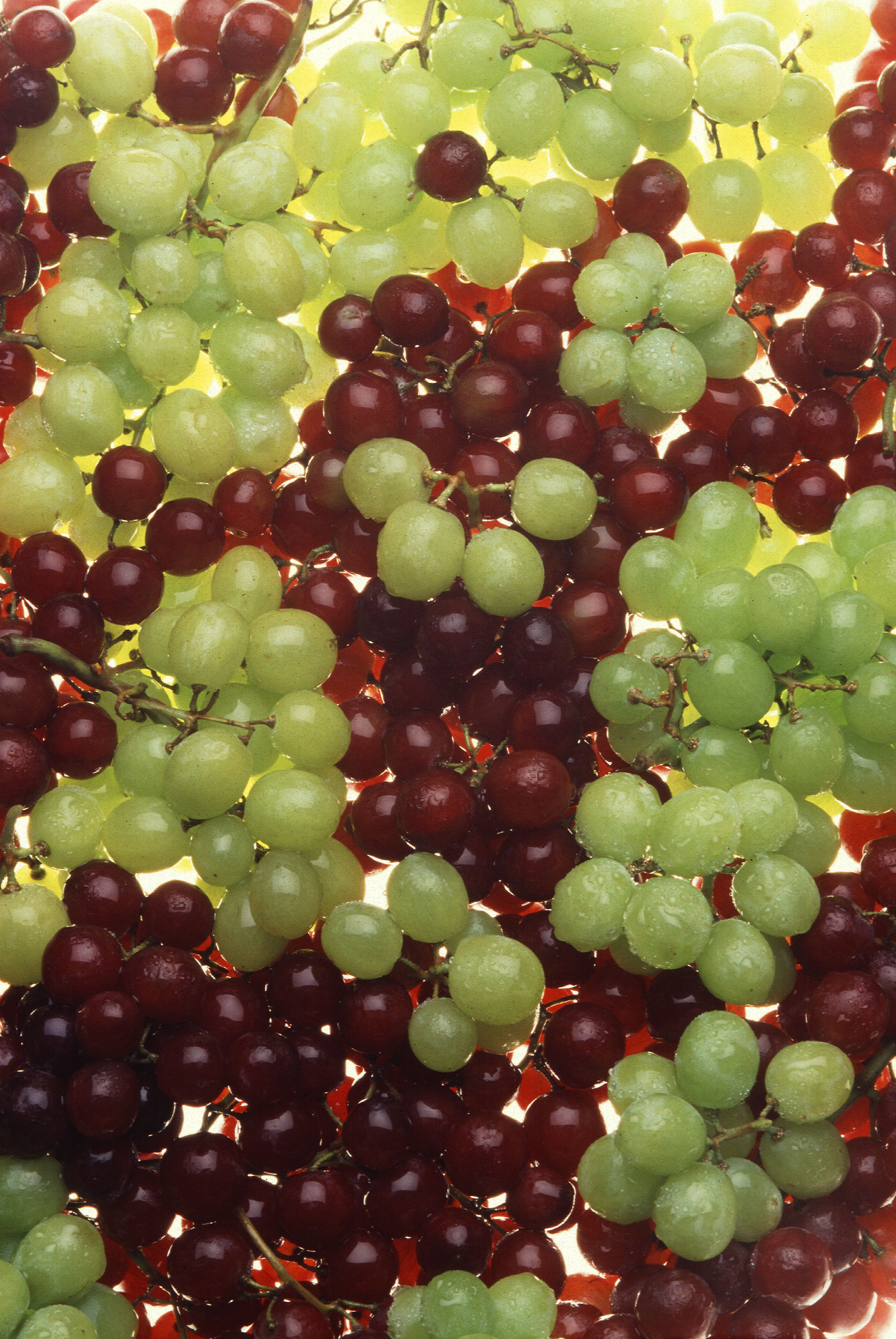
مخلوطی از انگور سفید و قرمز.
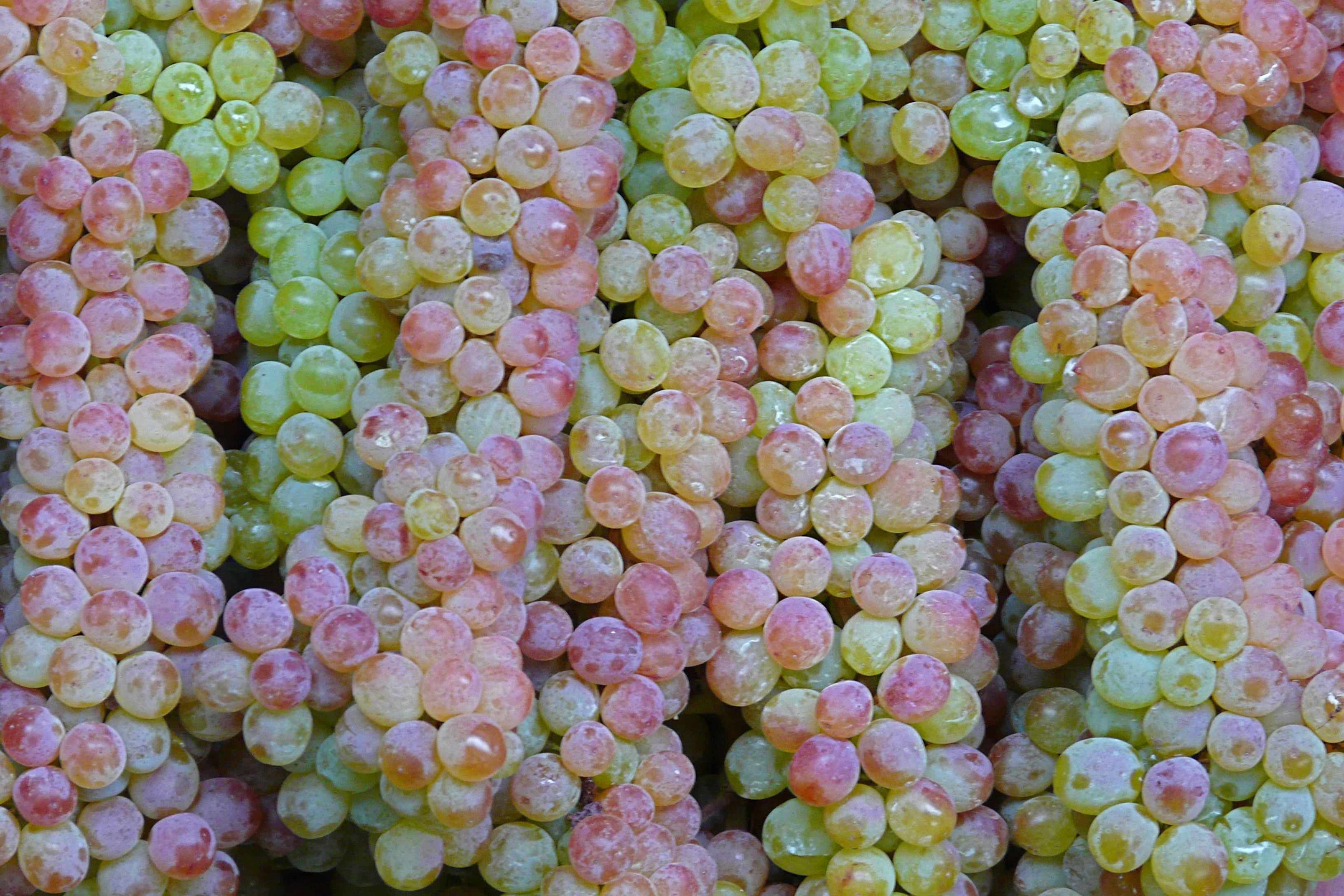
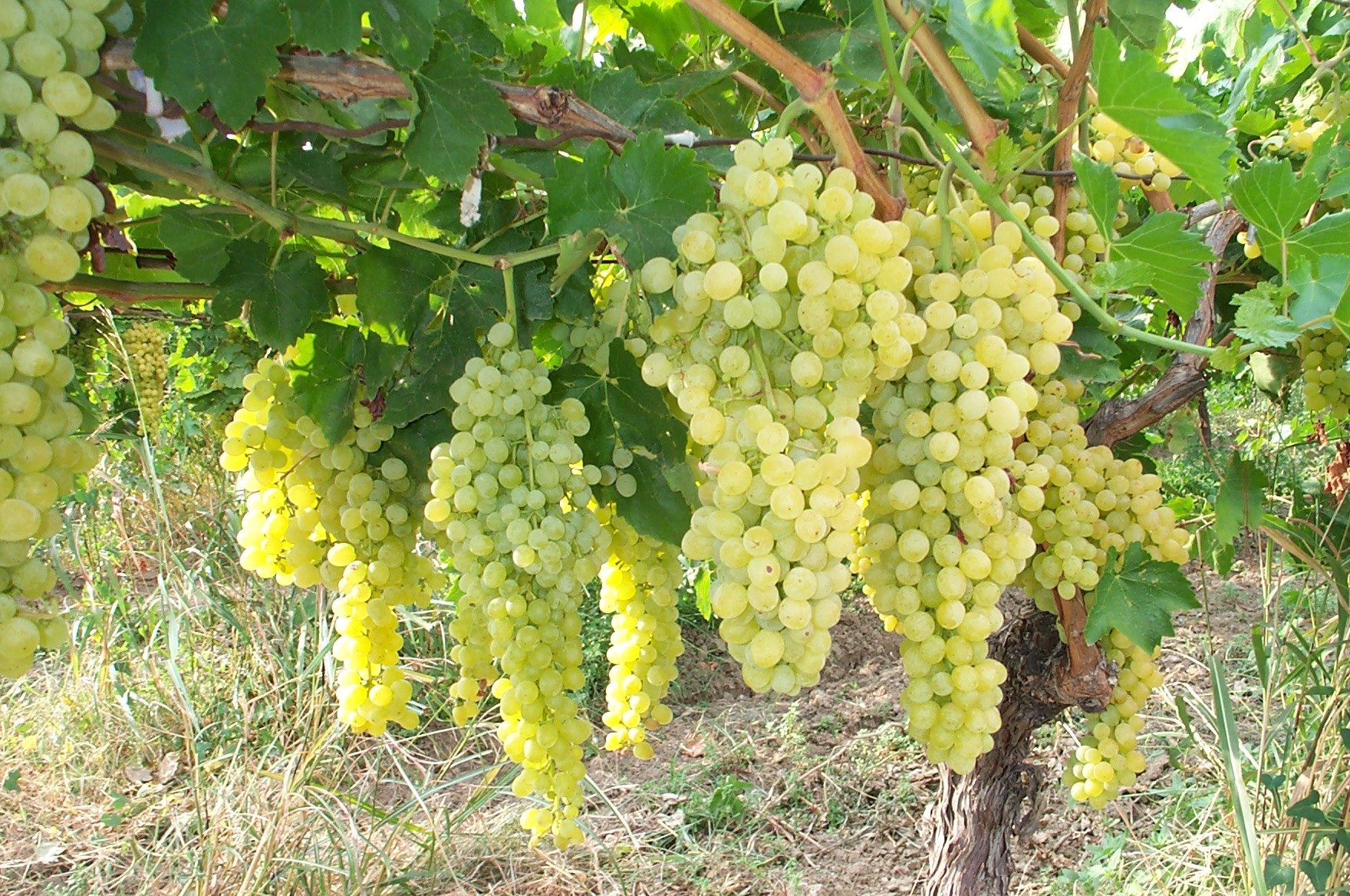
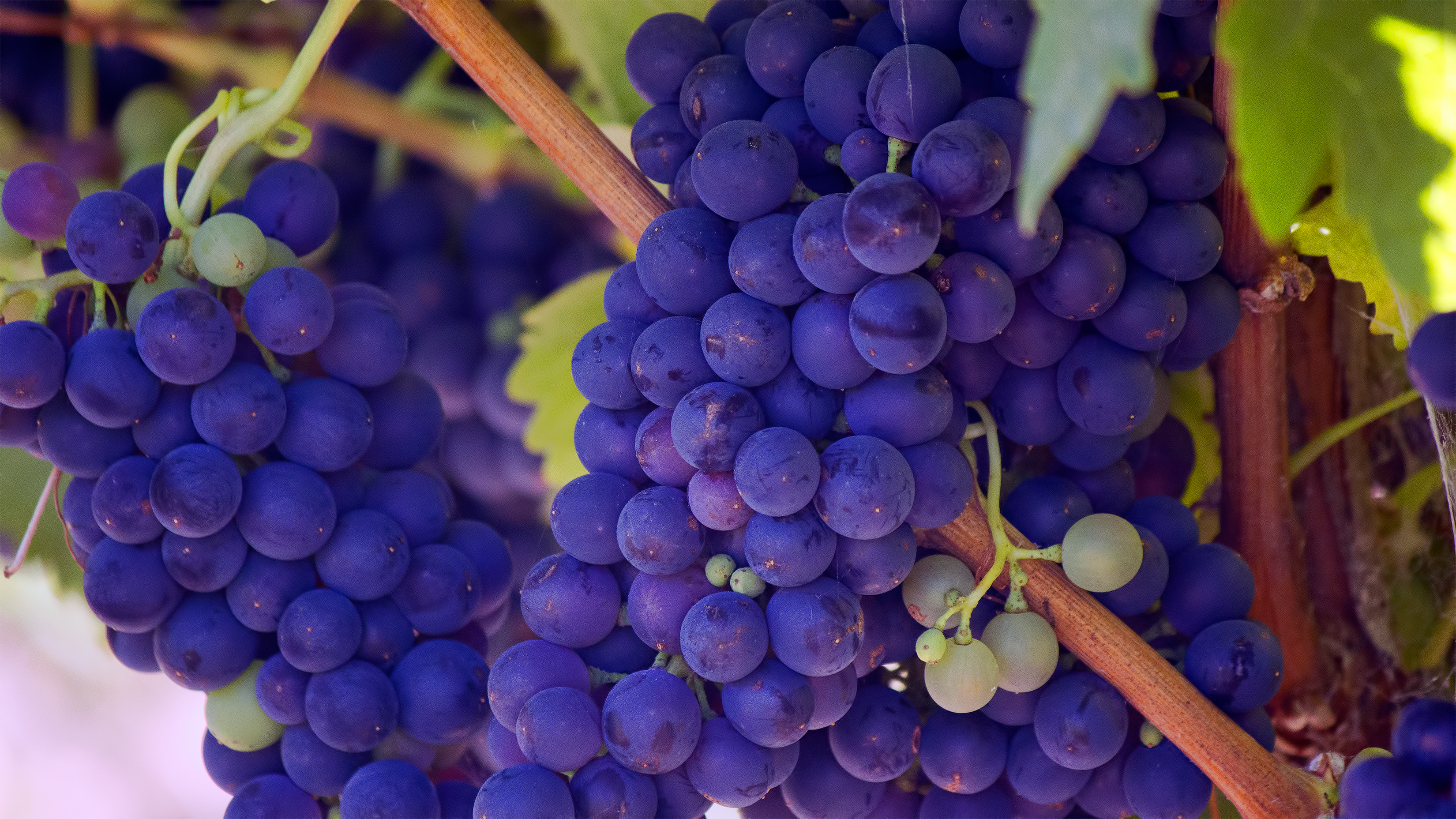
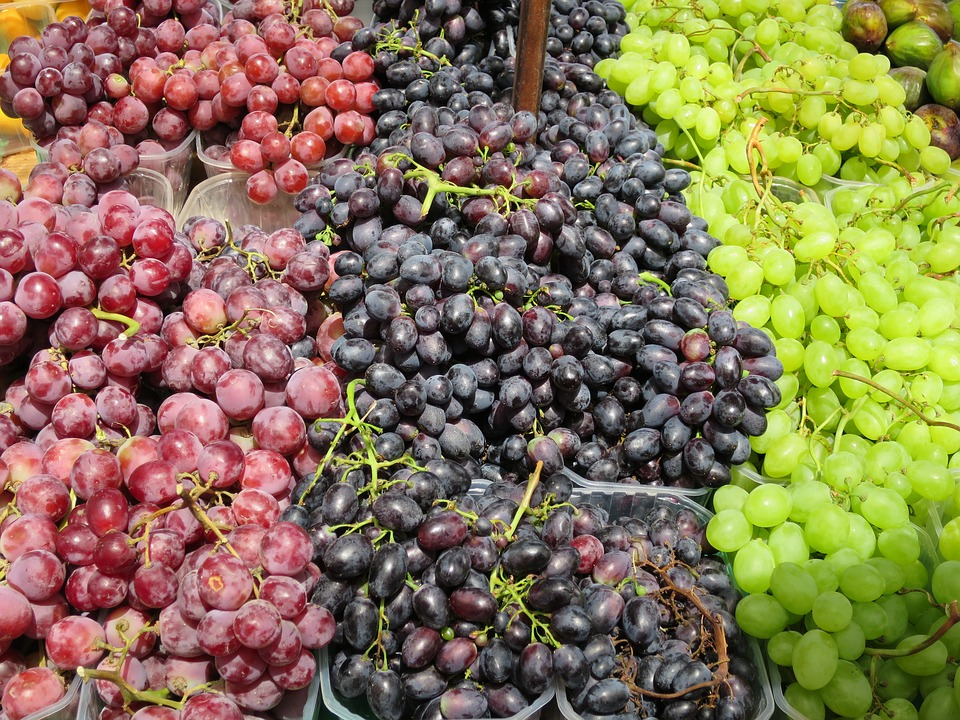
سه رنگ مختلف از انگور
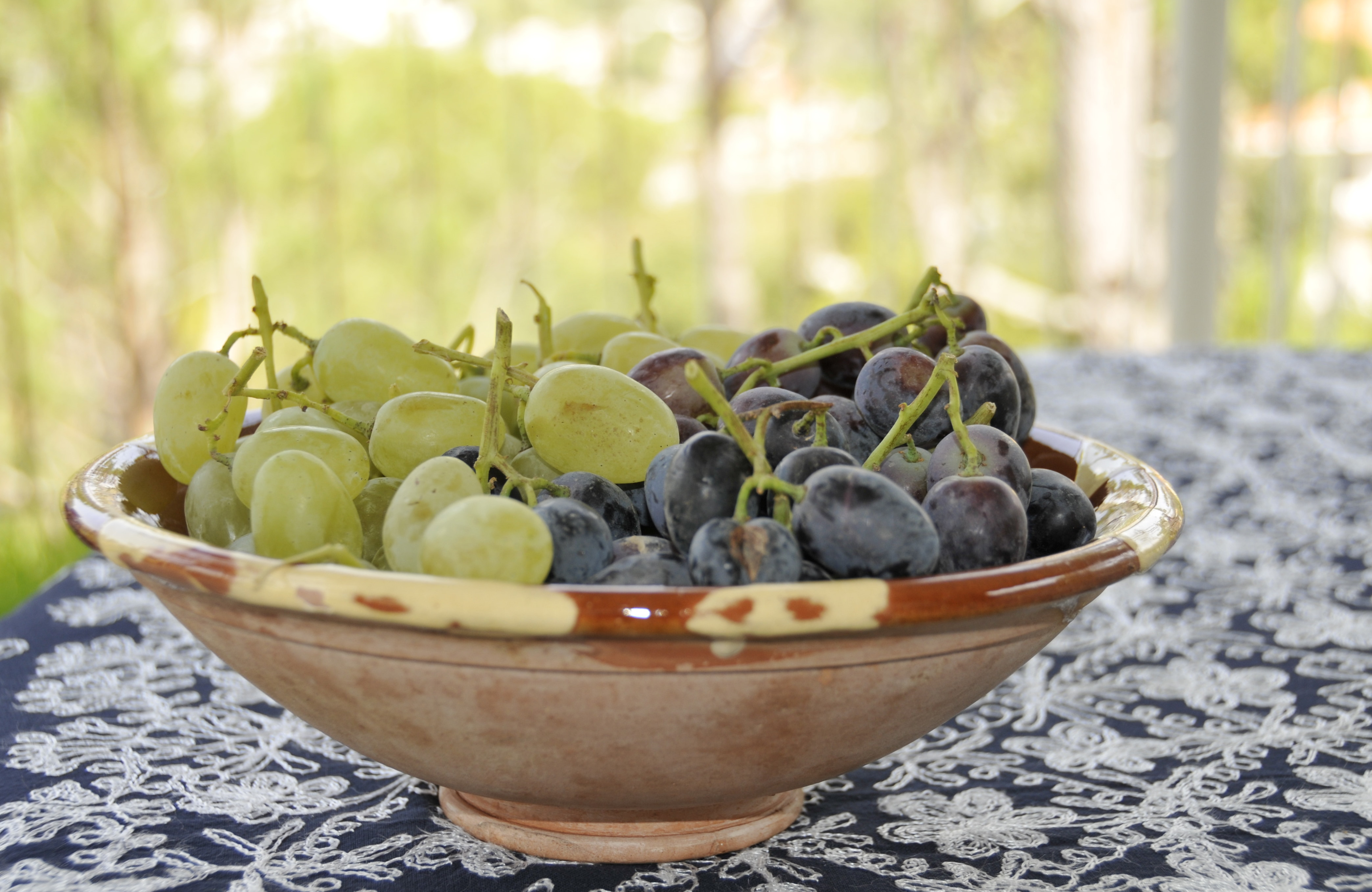
انگور سفید و سیاه